# Wspólnota administracyjna Bad Urach
Wspólnota administracyjna Bad Urach – wspólnota administracyjna (niem. Vereinbarte Verwaltungsgemeinschaft) w Niemczech, w kraju związkowym Badenia-Wirtembergia, w rejencji Tybinga, w regionie Neckar-Alb, w powiecie Reutlingen. Siedziba wspólnoty znajduje się w mieście Bad Urach.
Wspólnota administracyjna zrzesza jedno miasto i trzy gminy wiejskie:
- Bad Urach, miasto, 12 317 mieszkańców, 55,50 km²
- Grabenstetten, 1 534 mieszkańców, 14,53 km²
- Hülben, 2 826 mieszkańców, 6,40 km²
- Römerstein, 3 911 mieszkańców, 46,05 km²